# Currie Cup 1972
La Currie Cup de 1972 fue la trigésimo cuarta edición del principal torneo de rugby provincial de Sudáfrica.
El campeón fue el equipo de Transvaal quienes obtuvieron su sexto campeonato.

## Participantes

### Fase Final
| Equipo            | Título            |
| ----------------- | ----------------- |
| Transvaal         | Ganador Sección A |
| Eastern Transvaal | Ganador Sección B |

### Final
| 1972 | Eastern Transvaal | 19 - 25 | Transvaal | Springs, |  |

### Campeón
| Bandera de Sudáfrica |
| Campeón Transvaal    |
| Sexto título         |